# Bruno Fornaroli
Bruno Fornaroli Mezza (Salto, Uruguay, 7 de septiembre de 1987) es un futbolista uruguayo nacionalizado australiano. Juega de delantero y su equipo es el Melbourne Victory F. C. de la A-League de Australia.

## Trayectoria
Surgido en las categorías juveniles del Club Nacional de Football, Fornaroli, al principio no se destacaba por los pocos minutos en cancha que disponía, pero luego se convirtió en la gran revelación del torneo uruguayo Apertura 2007.
En julio de 2008, y luego de largas negociaciones evaluando varias propuestas de diversos clubes europeos, fue transferido a la U. C. Sampdoria de la Seria A italiana.
En febrero de 2009 fue enviado a préstamo por seis meses al Club Atlético San Lorenzo de Almagro, con posibilidad de extender el vínculo por un año más a cambio de 100 000 euros. En el mes de julio se le venció el préstamo y volvió a la U. C. Sampdoria, el cual le cedió al Recreativo de Huelva un mes más tarde.
Hasta el momento no tiene continuidad.
Por ese motivo, fue cedido al Club Nacional de Football donde jugó el primer semestre de 2011 y logró coronarse campeón en el club de sus amores, aunque jugó poco, y retornó a Italia.
En 2014 regresó a Uruguay, pero a Danubio, el campeón del Torneo Apertura de 2013.
Fue fichado en 2014 por el equipo Figueirense de la ciudad de Florianopolis para la disputa del Brasileirao Serie A en dicha temporada. No tuvo una buena temporada en tierras brasileñas y en el fin del torneo, vuelve a Uruguay.
A mediados de 2015 fichó por el Melbourne City Football Club de Australia.
Luego de jugar 3 años en el club de Melbourne, Fornaroli rescindió contrato para firmar el 21 de marzo de 2019 con el Perth Glory para jugar a partir de la temporada 2019-20.

## Selección nacional
El 16 de marzo de 2022 fue convocado por la selección de Australia para enfrentar a Japón y Arabia Saudita. Debutó ocho días después ante los japoneses y se convirtió en el debutante de mayor edad en la historia de la selección.

## Clubes
| Club                          | País      | Año       |
| ----------------------------- | --------- | --------- |
| Nacional                      | Uruguay   | 2006-2008 |
| U. C. Sampdoria               | Italia    | 2008-2012 |
| San Lorenzo (cedido)          | Argentina | 2009      |
| Recreativo de Huelva (cedido) | España    | 2009-2010 |
| Nacional (cedido)             | Uruguay   | 2011      |
| Boston River                  | Uruguay   | 2012      |
| Panathinaikos F. C.           | Grecia    | 2012      |
| Danubio F. C.                 | Uruguay   | 2013-2015 |
| Figueirense F. C. (cedido)    | Brasil    | 2014      |
| Melbourne City F. C.          | Australia | 2015-2019 |
| Perth Glory F. C.             | Australia | 2019-2022 |
| Melbourne Victory F. C.       | Australia | 2022-     |

## Palmarés

### Torneos nacionales
| Título              | Club           | País      | Año     |
| ------------------- | -------------- | --------- | ------- |
| Campeonato Uruguayo | Nacional       | Uruguay   | 2005-06 |
| Liguilla            | Nacional       | Uruguay   | 2007    |
| Torneo Clausura     | Nacional       | Uruguay   | 2011    |
| Campeonato Uruguayo | Nacional       | Uruguay   | 2010-11 |
| Campeonato Uruguayo | Danubio F. C.  | Uruguay   | 2013-14 |
| FFA Cup             | Melbourne City | Australia | 2016    |

### Distinciones individuales
| Distinción                                | Año  |
| ----------------------------------------- | ---- |
| Máximo goleador de la A-League (23 goles) | 2016 |